# Droit civil en France
 (février 2009).
En France, le droit civil est l'ensemble des questions et des actes juridiques qui relèvent des juridictions civiles. En ce sens, on l'oppose au droit pénal, au droit commercial et au droit administratif. Il s'applique principalement aux personnes physiques, mais aussi aux personnes morales de droit privé.
Actuellement, les règles de droit civil proviennent essentiellement du Code civil français, qui est entré en vigueur en 1804.
Bien que ces règles et ces principes évoluent avec le temps, les raisonnements juridiques issus du droit civil irriguent les autres disciplines du droit français, si bien que certains auteurs estiment qu'il s'agit du « socle commun sur lequel s'élève presque tout l'édifice juridique ».

## Histoire

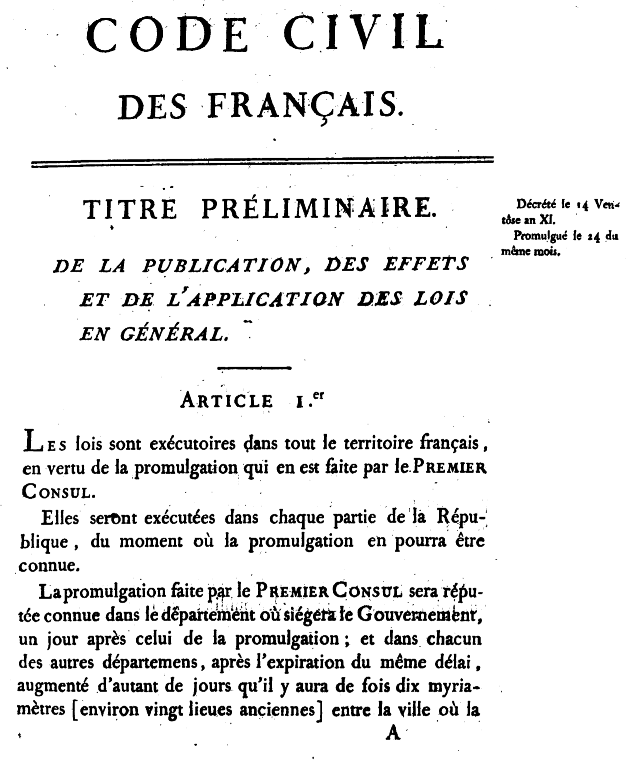
Première page de l'édition originale du Code civil, rédigé sous la direction de Portalis et promulgué en 1804.

### Sous l'Ancien Régime
Sous l'Ancien Régime, l'existence d'une multiplicité de coutumes régionales rendait complexe la recherche des règles de droit à appliquer lors d'un litige. De plus, les tribunaux (parlements) avaient chacun des pratiques et une procédure propres, et étaient réfractaires à toute forme d'unification juridique. Les questions juridiques touchant le droit de la famille relevaient du droit religieux : le droit civil réglait alors les liens hiérarchiques entre personnes et groupes sociaux (aîné et cadet ; nobles et roturiers). De manière générale, la tradition catholique informe le régime juridique de la famille jusqu'à nos jours.

### La rédaction du Code civil
L'œuvre de codification réalisée au début du XIXe siècle sous la direction de Portalis (1746-1807) aboutit à la promulgation du Code civil en 1804, qui fonde le droit civil français moderne. Le Code unifie de nombreuses coutumes régionales (en se basant notamment sur la Coutume de Paris) et tient compte des acquis de la Révolution française, notamment de la notion de propriété. En outre, il effectue une synthèse des notions héritées du droit romain, des droits coutumiers, des ordonnances royales et de la jurisprudence des parlements. Les auteurs du Code ont volontairement privilégié les dispositions générales, sans détailler précisément les principes de vie commune : ils se limitent à la rédaction des règles essentielles à la vie en communauté, telles que le respect des contrats et de la parole donnée.
Entre 1870 et 1940, peu de lois civiles modifient le Code civil. En revanche, la jurisprudence civile de la Cour de cassation fait évoluer le droit civil et l'adapte à une société transformée par les révolutions industrielles successives.

### La réforme menée par Jean Carbonnier
Au début des années 1960, le ministre de la Justice Jean Foyer voit son projet de réforme du Code civil contesté par les parlementaires : une réforme intégrale du Code est alors mise en chantier. Le professeur Jean Carbonnier est chargé de préparer les avant-projets des réformes en matière civile de 1964 à 1975, qui refondent le droit de la famille, pratiquement inchangé depuis la Révolution. Afin d'adapter au mieux les nouvelles dispositions du Code aux évolutions de la société, il a recours à des études statistiques, des sondages d'opinion et des travaux de sociologie. En choisissant ainsi de ne pas adopter une démarche prescriptive et pédagogique, favorisant certains types de mœurs jugées plus acceptables, le législateur rend différents types de comportements sociaux égaux en droits en leur donnant une reconnaissance légale. C'est le cas en 1972 des filiations hors mariage, présentées comme équivalentes avec celles survenues dans un état marital.
Des lois postérieures sont venues compléter la réforme du Code afin de l'adapter aux évolutions de la société. La loi n°99-944 du 15 novembre 1999 instaure le Pacte civil de solidarité (PACS), qui fournit notamment un cadre juridique aux unions civiles entre deux personnes de même sexe. Codifié à l'article 515-1 du Code civil, il a connu un grand succès au fil des années : plus de 200 000 PACS ont été contractés en 2012.

## Juridictions civiles
Plusieurs juridictions relèvent des compétences civiles :
- Tribunal judiciaire
- Conseils de prud'hommes
- Tribunaux paritaires des baux ruraux

## Branches du droit civil

### Principales branches
Le droit civil traite de toutes les relations entre personnes privées, à l'exception de certaines branches devenues autonomes en raison de l'inflation des normes dans ces domaines (le travail et le commerce notamment). Le droit civil actuel comprend ainsi six principales branches :
- Droit des personnes
- Droit de la famille
- Droit des biens
- Droit des obligations
- Droit des successions
- Droit des sûretés

### Branches devenues autonomes
Peu à peu, avec l'accroissement du nombre de normes dans certains domaines, des branches du droit civil ont gagné en autonomie : elles disposent ainsi bien souvent de leur propre code (Codes du travail, de la consommation, des assurances...).
- Droit du travail (lorsqu'il ne relève pas des juridictions administratives)
- Droit des assurances (sauf lorsque l'assuré est un commerçant)
- Droit de la consommation
- Droit des baux ruraux
- Droit des baux locatifs, des copropriétés, etc.
- Droit de la construction (en partie administratif)
- Droit des sociétés civiles
- Droit des professions civiles (notaires, médecins, infirmiers, architectes, huissiers, avocats, experts comptables, commissaires-priseurs, experts-géomètres, artisans, etc.)
- Droit civil ecclésiastique (dans les départements de la Moselle, du Haut et du Bas-Rhin en régime concordataire français)

Les litiges civils étant des litiges de droit privé, la juridiction de dernier ressort en est la Cour de cassation française. Sans juger du fond des affaires, cette cour a néanmoins un rôle moteur dans l'uniformisation du droit sur tout le territoire français, et fait évoluer l'application des règles de droit par sa jurisprudence. L'intervention du juge est en effet nécessaire pour adapter les règles de droit aux évolutions sociales[réf. nécessaire].